# 阿爾卡特拉斯島戰鬥
阿爾卡特拉斯島戰鬥（Battle of Alcatraz）發生在1946年的五月二號到四號，是從阿爾卡特拉斯島上聯邦監獄的越獄失敗演變而來。事件中兩名警衛：William A. Miller和Harold Stites以及另外3名犯人被殺。11名警衛和1名囚犯受傷。2名倖存的囚犯隨後也被處決。

## 事情的開始
西元1946年的5月2日，多數的囚犯和警衛都在外面工廠。Bernard Coy，是位在阿爾卡特拉斯上被判服刑25年的銀行搶匪，他正在牢房的C區清掃地面。同時，廚房清掃員Marvin Hubbard正好結束他的清掃工作，請求警衛William Miller讓他回到牢房。當Miller正在搜身Marvin Hubbard查看是否有偷取任何物品時，Coy突然從後方攻擊他，同時有兩人也跑去制伏警員。制伏警員後的他們就從監獄中釋放了Joseph Cretzer和Clarence Carrnes。
牢房區裡有一個位在上方的武力戒備巡邏走廊（Gun Gallary），走廊上有帶槍警員定時巡查。然而警衛Bert Brunch遵循著是一套一成不變的巡邏程序，這讓囚犯抓住了機會：趁他不在的時候攻擊警衛Miller。而Coy身為牢房勤務兵，多年來早就發現：用來保護武力戒備巡邏走廊（Gun Gallary）的鐵欄桿是有缺陷的。這個缺陷讓他可以藉由一種由螺帽和門栓組成、扭轉螺帽就會移動金屬套的器具將鐵欄桿間隔撐大。Coy就利用這套自製的器具將欄杆間隔撐大，擠進暫時沒有警衛的走廊裡。同時當警衛Brunch回到武力戒備巡邏走廊（Gun Gallery）後也被Coy制伏並被綁起來。而Coy就在走廊裡拿著春田步槍（Springfield rifle），同時丟下點四五口徑半自動手槍、鑰匙、一些棍棒和手榴彈給下方的同夥。

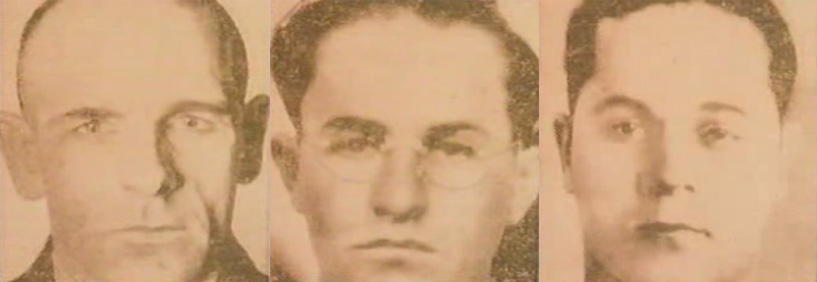
Bernard Coy（left）, Marvin Hubbard (center), and Joe Cretzer（right）

繼續延著槍走廊前進，Coy來到了D區。D區和一般牢房是用水泥牆隔開的，用來隔離一些特殊的犯人。在那，他使用步槍強迫獄警Cecil Crowin打開通往C區的門，讓其他人進來。他們隨後又釋放了幾十個囚犯，包含Sam Shokley和Miran Thompson。Shokley和Thompson也在C區加入了Coy、Carnes、Hubbard和Cretzer。而其他監獄犯則返回他們的牢房。Miller和Crowin則被關在C區的牢房裡。
這個脫逃行動現在最需要的就是弄到庭院大門的鑰匙，這樣才能逃到島上的碼頭，並奪取監獄的汽艇。船隻會在每天下午2點到2點半之間靠岸，他們的計畫就是要利用獄警做為人質，護送他們到碼頭，接著是舊金山，最後重獲自由。

## 逃脫失敗
為了可以不打擾走廊警衛的中午用餐就讓廚房員工回到監獄，雖然違反了監獄的規定，Miller還是持有庭院大門的鑰匙。不過，就算他們最後在被俘虜的警員和關著他們的牢房裡找到鑰匙，但就在嘗試哪把鑰匙才是正確的同時，鎖早就被堵起來了，所以門還是沒有辦法打開。而整個越獄的行動就這樣子的從外面被阻止了，而監獄犯還是被困在牢裡。
同時，其他也會例行進入監獄的警衛也被那些送來調查他們為什麼沒有回報的人關在一起。監獄犯很快的挾持九名獄警，並把他們分別關在兩個牢房。但因為無路可走，越獄犯顯得氣氛低迷。下午兩點三十分，Coy在附近的瞭望台拿著來福槍對警衛開槍，其中一名受傷。副監獄長Ed Miller帶著瓦斯棍棒走到牢房區觀察。結果他遇到Coy，Coy隨即對他開槍，Miller趕緊撤退並拉起警鈴。
他們的計畫失敗了，Shockley和Thompson則力勸有拿到槍的Cretzer殺掉那些人質，以免他們事後做證。於是Cretzer開始掃射五名獄警，當中三位受傷比較嚴重，裡面包含了William Miller，隨後傷重死亡。Carnes、Shokley和Thompson隨後回到監獄。但是Coy、Hubbard和Cretzer他們決定決不投降。同時，其中一名人質小心翼翼的寫下有參與其中的犯人名單。

## 阿爾卡特拉斯島戰鬥
大約在傍晚六點時，一群持槍警衛進入槍庫（Gun Cage），但卻被囚犯開火攻擊。一名警員，Harold Sities，在交火的時候被殺，其他四名則是受傷。監獄公務員隨後關掉電力造成失去照明，在整個房間暗下來後，因此所有進攻暫停。
典獄長James A. Johnston馬上要求兩排專業的海軍。在上將："Vinegar Joe" Stilwell的指揮下，一方面看守全部的囚犯，另外一方面則希望從外部取回監獄。
等到夜晚降臨，兩組警衛人馬進入監獄。確定被俘擄警員的位置，同時並打算把他們營救出來。長久以來，在阿爾卡特拉斯裡有一個規則：在監獄裡面是不可以有槍的，同時，監獄裡的長官也不希望有更多的傷亡。除此之外，囚犯位於監獄區頂端的位置，剛好超過警衛在槍庫裡的最遠射程，因此囚犯的所在位置為他們提供了一個無堅不摧的射擊地點。
晚上九點的時候，一名沒有武裝的警衛負責解救行動，其他人則從兩個武力戒備巡邏走廊上提供掩護。終於，他們找到他們的同僚，並將門關上以封鎖D區。不幸地，其中一名警員在救援的時候被來自某區天花板的子彈給射傷。當最後一名警員抵達安全區域後，大量且密集的火力攻擊馬上展開。除此之外，D區還針對性地使用了重型武器，包括機關槍、迫擊砲和手榴彈。但這似乎是當局一個錯誤的判斷：誤判有一名武裝囚犯駐守在那邊。最後可以確定的是，叛亂者被幽禁在主牢房。而同時，在戰術成功的發揮之下，得到暫時的平靜。

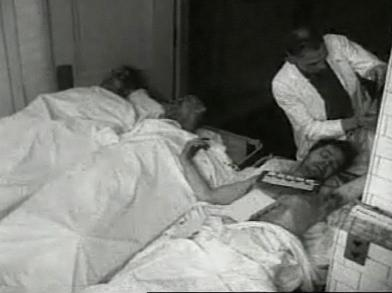
Bodies of Hubbard (left), Coy（center）, and Cretzer（right）in San Francisco morgue

安全武裝想採取一種戰術將武裝的囚犯逼到一個角落，而這種戰術曾經在太平洋戰爭中用來對付躲在壕溝裡的日本叛軍。他們在監獄的屋頂鑽了好幾個洞，緊接著把手榴彈從洞中丟到他們認為逃犯可能所在的區域，企圖迫使他們走進可能會被逼到絕路的管道間。
5月3日，大約中午12點，犯人們打電話給Johnston，試著要談一些條件。然而Johnston只願意接受投降。那天的隨後，當他在檢查C區管道間的時候，一槍就打在警衛身上那個晚上，監獄區裡持續的火力發射一直到晚上九點。接下來的早晨，武力警衛重複且快速的跑進牢房裡往管道間開火。終於，5月4早上9:40，他們成功的進入管道間，並在裡面發現了Cretzer、Coy和Hubbard的屍體。

## Sources
- alcatatrazhisory.com （页面存档备份，存于）
- escapes from Alcatraz articles （页面存档备份，存于）
- Escape From Alcatraz（1963）— J. Campbell Bruce ISBN 1-58008-678-0